# Winfried Zillig
Winfried Zillig (Wurtzbourg, 1er avril 1905 – Hambourg, 18 décembre 1963) est un compositeur, théoricien de la musique, et chef d'orchestre allemand.

## Biographie
Après avoir quitté l'école, Winfried Zillig étudie le droit et la musique. Parmi ses professeurs, on trouve Hermann Zilcher. Il est ensuite, à Vienne, élève privé d'Arnold Schönberg, puis le suit à Berlin. Ses premières compositions datent de cette époque.
En 1927, il est l'assistant d'Erich Kleiber, à l'opéra de Berlin. Peu après, il est répétiteur à l'opéra d'Oldenburg. De 1932 à 1937, il est répétiteur et maître de chapelle à l'opéra de Düsseldorf. Suit un poste similaire en tant que maître de chapelle à Essen et au début des années 1940 il est le directeur musical de l'opéra de Poznań. Après la fin de la Seconde Guerre mondiale, il est nommé premier maître de chapelle de l'opéra de Düsseldorf. De 1947 à 1951, il occupe le poste de chef d'orchestre à la tête du HR-Sinfonieorchester et à partir de 1959, il dirige la division de la musique de la Norddeutscher Rundfunk.
Winfried Zillig est très productif en tant que compositeur. Son œuvre comprend des opéras, des oratorios, des passions, de la musique chorale, des sérénades, des quatuors à cordes, et d'autres pièces de musique de chambre, ainsi que des lieder et des suites. Il est également responsable, à la demande de la veuve de Schönberg, de l'achèvement de la partition de l'oratorio Die Jakobsleiter, que de son ancien professeur Arnold Schönberg, avait laissé inachevé. En outre, il s'est fait un nom en tant que théoricien de la musique, avec plus spécialement un accent sur la technique sérielle.

## Œuvres
- Opéras
  - Mourir Windsbraut (opéra en trois actes)
  - Troilus et Cressida (opéra en six scènes)
  - Die Verlobung à saint-Domingue (opéra en un acte)
  - Bauernpassion (opéra pour la TV)
- Concertos
  - Osterkonzert
  - Tanzsymphonie
  - Lustspielsuite
  - Concerto pour violoncelle et orchestre de cuivres (1934/1952)
- Lieder
  - Der Einsiedler
  - Chorfantasie über ein Fragment von Hölderlin
  - Lieder des Herbstes
  - Salve regina
- Musique de film
  - The Rider on the White Horse (1934)
  - Violanta (1942)
  - Sommernächte (1944)
  - King for One Night (1950)
  - Sarajevo (1955)
  - Jonas (1957)
  - Traumstraße der Welt (1958)
  - Bilderbuch Gottes (1960)
  - Traumstraße der Welt – partie 2 (1961)
  - Panamericana – Traumstraße der Welt (1968)

### Écrits
- Aufsatz über die Zwölftonmethode
- Schönbergs Moses und Aron
- Schönbergs Jakobsleiter (Bärenreiter 1961)

## Articles contextuels
- Die Jakobsleiter